# Ван Ранселер Поттер
Ван Ранссе́лер Потте́р — американський вчений, еколог, лікар, біохімік, розробник сучасної концепції біоетики.

## Біографія
Ван Рансселер Поттер народився 27 серпня 1911, освіту здобув на біологічному факультеті Університету в Південній Дакоті (м. Бру-кінгс) та у Вісконсінському університеті (м. Медісон), в котрому пропрацював багато років, досліджуючи проблеми раку. Помер у 2001 році.

## Формування життєвої позиціЇ
Позиція В. Р. Поттера сформувалася під впливом ідей Олдо Леопольда (1887—1948) — американського природоохоронника, вченого, еколога, письменника, одного із засновників Товариства дикої природи. О. Леопольд став відомим у світі як засновник екологічної етики. Ідеї О. Леопольда дістали продовження у працях В. Р. Поттера.

## Концепція Р.Поттера
Біоетика — це наука виживання, що включає в сферу наукової зацікавленості не лише людину з її тілесністю та ціннісними вимірами, а світ всього живого. Сьогодні ми повинні усвідомити, що етика людини більше не може вивчатися без реалістичного розуміння екології в широкому розумінні цього слова. Етичні цінності не повинні розглядатися поза біологічними факторами. Виживання всієї екосистеми є своєрідною перевіркою системи наших цінностей.
- Згідно з концепцією В. Р. Поттера, біоетика не тільки пояснює природні феномени, але й дає можливість тримати під контролем «небезпечні знання». Таким чином, вона повинна стати «наукою виживання», новою мудрістю, що забезпечить людство ,знанням про те, як використовувати ці «небезпечні знання» для досягнення соціального блага та покращання якості життя.
- «Існують дві культури, які, очевидно, не здатні до діалогу — наука і гуманітарне знання, а біоетика є містком між ними»

## Подальший розвиток
На зламі 1980-1990-х років В. Р. Поттер висуває ідею глобальної біоетики, котра б покладала за мету досягнення прийнятного виживання (acceptable survial) людства, під яким розуміє не лише стійкий розвиток суспільства, а й розвиток здорової екосистеми. Основними умовами життєдіяльності людини визначаються:
1. збереження навколишнього середовища;
2. контроль за репродуктивною функцією людини.

## Визнання
В США ідеї Р. Поттера не дістали належного визнання з тієї причини, що достатньо розробленою була екологічна етика та через традиційний прагматизм американського світогляду. Ці фактори обумовили концептуальне бачення біоетики як простору діалогу між етикою та медициною і відповідно — як результат синтезу медичного та етичного знань.
Натомість, світове наукове товариство схвально сприйняло його ідеї які з невеликими змінами лягли в основу загальносвітової концепції біоетики.

## Публікації
В. Р. Поттер — автор численних публікацій з біохімії та досліджень раку, а також 50-ти статей та книг з біоетики, серед котрих найвідоміші:
- «Біоетика: наука виживання» (1970),
- «Біоетика: міст в майбутнє» (1971),
- «Глобальна біоетика» (1988)).